# Bye Bye Birdie (film, 1963)
Bye Bye Birdie, amerikansk film från 1963.

## Handling
Rockstjärnan och ungdomsidolen Conrad Birdie ska rycka in i lumpen. Hans manager Albert Peterson, som hade tänkt gifta sig med sin fästmö Rosie på pengarna som Birdie tjänar in, är bekymrad, men bestämmer sig för att göra Conrads avskedskonsert till en sensation genom att låta honom kyssa en ung beundrarinna i en amerikansk småstad. Det blir utgångspunkten för en mängd farsartade förvecklingar och flera sångnummer, som bland annat parodierar tidens rockmusik. Conrad gör till slut ett framträdande i det autentiska, amerikanska tv-programmet The Ed Sullivan Show (precis som den manliga rockstjärna som det är uppenbart att gestalten Conrad Birdie är kalkerad på).

## Om filmen
Regisserad av George Sidney. Filmen hade svensk publikpremiär 12 november 1963. Filmen bygger på en musikal som hade gjort succé på Broadway, där både Dick Van Dyke och Paul Lynde medverkade.
Musikalen har också filmatiserats för tv 1995.

## Rollista (i urval)
- Janet Leigh - Rosie Deleon
- Dick Van Dyke - Albert F. Peterson
- Ann-Margret - Kim McAfee
- Maureen Stapleton - Mae Peterson
- Bobby Rydell - Hugo Peabody
- Jesse Pearson - Conrad Birdie
- Paul Lynde - Harry McAfee
- Mary LaRoche - Doris McAfee
- Michael Evans - Claude Paisley
- Robert Paige - Bob Precht
- Gregory Morton - Maestro Borov
- Bryan Russell - Randolph McAfee
- Milton Frome - Mr. Maude